# Espirat
Espirat település Franciaországban, Puy-de-Dôme megyében. Lakosainak száma 418 fő (2022. január 1.). Espirat Billom, Bouzel, Chas, Moissat, Reignat és Vassel községekkel határos.

## Népesség
A település népességének változása:
| Lakosok száma | 331  | 373  | 405  | 408  | 424  | 436  | 436  | 427  | 418  |
|               | 2013 | 2015 | 2016 | 2017 | 2018 | 2019 | 2020 | 2021 | 2022 |